# NGC 1013
NGC 1013 ist eine linsenförmige Galaxie vom Hubble-Typ S0/a im Sternbild Walfisch südlich des Himmelsäquators. Sie ist schätzungsweise 368 Millionen Lichtjahre von der Milchstraße entfernt und hat einen Durchmesser von etwa 85.000 Lj.
Im selben Himmelsareal befinden sich u. a. die Galaxien NGC 1006, NGC 1011, NGC 1017, IC 247.
Das Objekt wurde am 29. September 1886 vom US-amerikanischen Astronomen Lewis Swift entdeckt.